# 四条隆貞
四条 隆貞（しじょう たかさだ）は、鎌倉時代末期から南北朝時代にかけての公卿。大納言・四条隆資の子。官位は従四位下・左少将、参議。

## 経歴
護良親王の側近として常にその活動に随従し、令旨の奉者に度々なっている。元弘3年/正慶2年1月19日（1333年）の天王寺の戦いでは「大将軍」として楠木氏の軍勢などを率いて幕府軍と戦った。また少なくとも元弘3年（1333年）11～12月頃和泉国司であったことが確認できる。
建武の新政が始まると6月13日、父・隆資と共に兵を率いて入京したが、護良親王が失脚して鎌倉に押送されると、その余党を取り除こうとした建武政権の手により建武元年（1334年）12月に殺害された。『尊卑分脈』はこれを「打死」と表現する。